# Kapfhalde
Die Kapfhalde ist ein mit der Verordnung vom 9. Mai 1983 durch das Regierungspräsidium Tübingen ausgewiesenes Naturschutzgebiet (NSG-Nummer 4.104) in Baden-Württemberg, im Norden der Gemeinde Rangendingen (Ortsteil Bietenhausen) des Zollernalbkreises, im Süden der Stadt Rottenburg am Neckar (Ortsteil Frommenhausen) und im Westen der Gemeinde Hirrlingen im Landkreis Tübingen.

## Lage
Das rund 11,8 Hektar (ha) große Naturschutzgebiet Kapfhalde gehört zum Naturraum Obere Gäue. Es liegt an einem Prallhang auf der rechten Seite der Starzel mit bis zu 90 m hohem Muschelkalkfelsen. Das Gebiet wird von trockenwarmen Lebensräumen bestimmt. Am Hang finden sich in einem kleinräumigen Mosaik 14 verschiedene Pflanzengesellschaften mit Felspartien, Trockenrasen, Halbtrockenrasen, Sträuchern, und Trockenhangwald. Am Hangfuß bildet die Starzel die Außengrenze des Naturschutzgebiets. Hier befindet sich kleinflächig ein Ulmen-Auwald.
Das Gebiet befindet sich auf einer Höhe zwischen 381 m ü. NN und 465 m ü. NN. Eine touristische Erschließung besteht östlich über den Naturkundepfad Hirrlingen, von dort führt ein Rundwanderweg des Wanderwegenetzes an das Naturschutzgebiet. Ein weiterer Wanderweg führt durch das Tal der Starzel zwischen Bietenhausen und Frommenhausen.

## Schutzzweck
Wesentlicher Schutzzweck ist die Erhaltung des rechten Prallhanges der Starzel mitsamt seiner vielfältigen Pflanzen- und Tierwelt.

## Flora und Fauna
Zwischen 1976 und 1984 wurden an der Kapfhalde tiefgreifende Bestandserhebungen durchgeführt. Demnach bot das Gebiet zu dieser Zeit Lebensraum für über 350 Pflanzenarten, 44 Rast- und 68 Brutvogelarten und über 500 Schmetterlingsarten. Auch der Augsburger Bär und der Segelfalter wurden damals im Gebiet beobachtet. Beide gelten heute als verschollen. Dazu kommen eine größere Artenzahl an süd- und osteuropäischen Schnecken.
Nach neueren Untersuchungen ist die damals festgestellte Vielfalt im Gebiet deutlich rückläufig. So wurde beispielsweise beim Nachtfaltermonitoring Baden-Württemberg für den Quadranten 7519-SW, in dem auch die Kapfhalde liegt, ein drastischer Schwund der Nachtfalterarten festgestellt.

## Geschichte
Bereits seit dem Jahr 1938 gab es Bestrebungen, an der Kapfhalde ein Naturschutzgebiet auszuweisen. In den 1970er Jahren wurde durch ausführliche Bestandsaufnahmen eine herausragende Artenvielfalt, darunter über 500 Schmetterlingsarten, festgestellt. Das Ausweisungsverfahren wurde 1980 in die Wege geleitet, 1983 trat die Verordnung in Kraft.

## Zusammenhängende Schutzgebiete
Im Naturschutzgebiet befindet sich das Geotop Tiefstein (Kapf-Felsen). Es ist zudem Teil des FFH-Gebiets Neckar und Seitentäler bei Rottenburg. Es grenzt im Norden an das Landschaftsschutzgebiet Oberes Neckartal mit den Seitentälern Rommelstal, Starzeltal und Eyachtal.